# Już nadchodzi
Już nadchodzi (ang. Coming Soon, 1999) – amerykański film pełnometrażowy (komedia romantyczna) o fabule mocno skierowanej do nastoletniej widowni.

## Fabuła
Trzy przyjaciółki – niepozorna i wrażliwa Stream oraz wyzwolone Jenny i Nell – rozpoczynają naukę na wyższej uczelni. Nie mają jednak w planach skupiać się na studiach, ponieważ głównym przedmiotem ich zainteresowań są chłopcy. Postanawiają zdobyć jak najwięcej miłosno-erotycznych doświadczeń, a Manhattan otwiera przed nimi wręcz nieograniczone możliwości.

## Obsada
- Bonnie Root jako Stream Hodsell
- Gaby Hoffmann jako Jenny Simon
- Tricia Vessey jako Nell Kellner
- Mia Farrow jako Judy Hodsell
- Ryan Reynolds jako Henry Lipschitz
- James Roday jako Chad
- Bridget Barkan jako Polly
- Ramsey Faragallah jako Wahid
- Ashton Kutcher jako Louie
- Ellen Pompeo jako wzburzona dziewczyna
- James McCaffrey jako Dante
- Peter Bogdanovich jako Bartholomew
- Ryan O’Neal jako Dick
- Yasmine Bleeth jako Mimi